# Station Saint-Laurent-en-Grandvaux
Station Saint-Laurent-en-Grandvaux is een spoorweghalte in de Franse gemeente Saint-Laurent-en-Grandvaux. Zij wordt bediend door treinen van het netwerk TER Bourgogne-Franche-Comté op de verbindingen van Dole naar Pontarlier of Saint-Claude.